# Mjölby Turabdin FC
Mjölby Turabdin FC är en fotbollsklubb från Mjölby i Östergötland, bildad 1993. Föreningen spelar sina hemmamatcher på Kungshögaplan. Föreningen, som även är en kulturförening, grundades av assyriska invandrare som lät uppkalla föreningen efter Tur Abdin, området de härstammade ifrån. Därmed har föreningen ett liknande ursprung som Jönköpingsföreningen Assyriska IK.
Turabdin hade sin storhetstid under halvan av 2000-talet och 2010-talet då man utmanade MAI och Södra om positionen som Mjölbys främsta fotbollslag men har sedan dess fallit ned i seriesystemet och återfanns säsongen 2022 i division VI, en serie klubben vann. Som bäst har föreningen spelat i division IV, 2007-2008 och 2010-2017.

### Fotnoter
1. ↑  ”Arkiverade kopian”. Arkiverad från originalet den 21 november 2022. https://web.archive.org/web/20221121124010/https://turabdinfc.se/. Läst 21 november 2022.
2. 1 2  https://sites.google.com/view/clasglenningfootball/hem/sweden-historical-tables
3. ↑  Division 6 Västra Herr Östergötland